# غدوة (فلم)
غدوة (بالفرنسية: Ghodwa) هو فيلم درامي تونسي إخراج الممثل ظافر العابدين سنة 2021.

## القصّة
تدور أحداث الفيلم حول حالة المحامي “حبيب” الصّحية التي تقرّب بينه وبين نجله أحمد وزوجته السّابقة، ولكن الماضي السياسي لـ”حبيب” في تونس يؤثر على حاضره ومستقبله، فتنقلب الأدوار بينه وبين ولده أحمد، ليجبر الولد على الحفاظ على صحة أبيه وتكملة مسيرته.

## طاقم التمثيل
- ظافر العابدين في دور (حبيب)
- نجلاء بن عبد الله في دور (لمياء)
- غانم الزرلي في دور (علي)
- بحري الرحالي في دور (هشام)
- رباب السرايري في دور (سعيدة)

## الجوائز
- تحصل الفيلم على جائزة اتحاد النقاد الفيبرسي (FIPRESCI) خلال عرضه في فعاليات الدورة 43 لمهرجان القاهرة السينمائي.[5]

## وصلات خارجية
- غدوة على موقع IMDb (الإنجليزية)
- غدوة على موقع روتن توميتوز (الإنجليزية)
- غدوة على موقع قاعدة بيانات الأفلام العربية
- غدوة على موقع ألو سيني (الفرنسية)
- غدوة على موقع قاعدة بيانات الفيلم (الإنجليزية)
- غدوة على موقع ليتربوكسد (الإنجليزية)
- غدوة على موقع كينوبويسك (الروسية)